# Cindy Franssen
Cindy Franssen, née le 30 janvier 1976 à Audenarde, est une femme politique belge flamande, membre du CD&V.

## Biographie
Elle est licenciée en sciences politiques de l'université de Gand (RUG) en 1998. Elle travaille ensuite à la Mutualité chrétienne avant de rejoindre en 1999 le cabinet de la sénatrice Sabine de Bethune comme assistante parlementaire. dE 2003 à 2007, elle travaille au Vrouw & Maatschappij, organisation féminine affiliée au CD&V.
En 2001, elle est conseillère du Centre public d'action sociale (CPAS) à Wortegem-Petegem dont elle assure la présidence de 2002 à 2005 et parallèlement conseillère provinciale de Flandre-Orientale de 2000 à 2007. Elle est conseillère municipal d'Audenarde de 2006 à 2012 et de nouveau de 2019 à 2024. De janvier à juin 2019, elle échevine des affaires sociales et présidente de la commission spéciale pour les services sociaux.
De 2007 à 2019, elle est députée au Parlement flamand. Après les élections de juin 2009, elle est nommée sénatrice communautaire par le Parlement flamand et après les élections de mai 2014, elle devient sénatrice d'État, mandat qu'elle conserve jusqu'en décembre 2018.
En 2019, elle est élue au Parlement européen et ne se représente pas en 2024.
Elle est co-présidente par intérim du CD&V du 8 octobre au 6 décembre 2019.

## Décoration
- Officier de l'ordre de Léopold (2024)[3]